# 야콥스탈 수
야콥스탈 수(Jacobsthal number)는 독일의 수학자 에른스트 에릭 야콥스탈(Ernst Erich Jacobsthal)의 이름에서 명명된 특수한 경우의 뤼카 수열인 정수 수열이다.

## 야콥스탈 수
0, 1, 1, 3, 5, 11, 21, 43, 85, 171, 341, 683, 1365, 2731, 5461, 10923, 21845, 43691, 87381, 174763, 349525, … (OEIS의 수열 A001045)

## 같이 보기
- 뤼카 다항식
- 펠-야콥스탈 수
- 뤼카 수열

## 참고
- 매스월드